# Big Balls
Die Big Balls sind eine deutsche AC/DC-Cover- und Tribute-Band, die Anfang der 1990er Jahre im Kreis Minden-Lübbecke/NRW gegründet wurde und auch selbst komponierte Lieder spielt. Sie haben sich nach dem Lied Big Balls von AC/DC benannt. Bisher haben sie ein Studioalbum, ein Live-unplugged Album, zwei Live-Alben und eine Single herausgebracht. Sie beschränken sich fast nur darauf, die Lieder aus der Bon-Scott-Ära zu covern.

## Bandgeschichte
Im Sommer 1992 standen die Big Balls das erste Mal auf einem Umsonst-und-draußen-Festival in Vlotho auf der Bühne. Mit dabei waren unter anderem Sänger Thomas Klaus („Chicken“) und der ehemalige Gitarrist Dirk Reinking.
Im Winter 1994 spielten sie ihr erstes Konzert vor Weihnachten in der „Musikbox“ in Minden. Mit bei diesem Konzert waren auf der Bühne: Thomas Klaus – Gesang, Dirk Reinking – Gitarre, Olli Schröder – Gitarre, Andreas Eickmeier – Bass, sowie Jörn Lacour am Schlagzeug. 1995 trat nach einigen Umbesetzungen an der Gitarre Christian Sender den Big Balls bei, genau wie „Otten“ (Hendrik Ostrau) als neuer Schlagzeuger. In der Zeit von 1995 bis 1997 konnte die Band, mit der Besetzung Thomas Klaus – Gesang, Dirk Reinking – Gitarre, Christian Sender – Gitarre, Andreas Eikmeier – Bass, Hendrik Ostrau – Schlagzeug, um die 50 Konzerte bestreiten und nahm in dieser Besetzung 1997 ihr erstes Studioalbum In Memory Of Bon Scott – The Hunted Hunts The Hunter auf, auf der auch schon drei eigene Lieder vertreten sind (Lady Whisky, Gis A Smile, Thank God It's Friday). Im gleichen Jahr wurde Andreas Eikmeier durch Matthias Haverkamp (Haver) ersetzt.
Das Jahr 1998 war für die Band durch viele Mitgliederwechsel geprägt. Schon im Januar spielte Hendrik Ostrau (Otten) das letzte Konzert mit den Big Balls. Für ihn kam dann Jörg Klute dazu. Bereits im Mai verließ auch Dirk Reinking die Band. Mehrere Gitarristen versuchten sich in diesem Jahr in der Band zu halten, doch dies schaffte nur Andreas Zamoyski (Zappi), der die Big Balls wieder vervollständigte.
Bei der Harley-Davidson-Jamboree in Berlin im Jahr 1998 traten sie vor über 20.000 Zuhörern mit Bands wie Skew Siskin und Roger Chapman auf.
1999 ersetzte Garrelt Riepelmeier am Schlagzeug Jörg Klute. Mit dem Line-Up Thomas Klaus – Gesang, Andreas Zamoyski – Gitarre, Christian Sender – Gitarre, Matthias Haverkamp – Bass, Garrelt Riepelmeier – Schlagzeug, nahmen sie im Frühjahr 1999 ihr erstes Live-Album Live And High Voltage A Bonny Tribute im „Irrlicht“ in Spenge auf. Auf dieser CD befindet sich mit Chains wieder ein eigenes Musikstück.
Im Herbst 2001 kam Peter Koller für Till Kaiser als fester Gitarrist mit ins Team. Seitdem sind Big Balls in ihrer Besetzung unverändert.
2002 wurde ihr drittes Album A Tribute To Bon Scott Unplugged veröffentlicht. Es handelt sich um ein Live-Mitschnitt des im März gespielten unplugged Konzertes in der „Tangente“ in Siekerfelde/Bielefeld und des Konzertes in der „Weberei“ in Gütersloh. Auch ein eigenes neues Lied ist auf dem Album wieder zu finden. Noch im gleichen Jahr schrieben die Big Balls die Fanhymne Grün Weiß für die Handball-Bundesliga-Mannschaft GWD Minden die mit zwei weiteren eigenen neuen Songs auf einer Single verewigt wurden. Bei den Aufnahmen von Grün Weiß wurden sie von der Mannschaft mit Hintergrundgesang unterstützt. Ihr Lied Lady Whisky erschien auf dem Soundtrack des Filmes Flesh Wounds.
2004 spielten sie auf dem Rock-Classic-Festival in Petershagen mit Sweet, Slade und T. Rex sowie auf dem Cannstatter Wasen in Stuttgart.
Am 31. Oktober 2007 wurde ein Konzert in der Gütersloher Weberei mitgeschnitten. Von diesem Livemitschnitt entstand die CD Live now (2008), benannt nach einem eigenen Song der Band. Mit Crazy befindet sich ein weiterer eigener Song darauf. Ihre DVD Live Wire (2009) beruht ebenfalls auf dem Mitschnitt ihres Konzertes im Club „Die Weberei“.
Big Balls geben alljährlich ein „Weihnachtskonzert“ im Mindener Kulturzentrum BÜZ, wo sie sich zuweilen als Weihnachtsmänner verkleidet dem Publikum präsentieren. Auch ist die Band mittlerweile zum festen Bestandteil des alljährlichen AC/DC Fantreffens in Lüdenscheid geworden. Der Fanclub Dynamite ist der größte in Europa und veranstaltet dieses Fantreffen jedes Jahr zum Todestag von Bon Scott, der am 19. Februar 1980 gestorben ist.

## Diskografie

### Alben
- In Memory Of Bon Scott – The Hunted Hunts The Hunter (1997)
- Live And High Voltage A Bonny Tribute (29. September 1999)
- A Tribute To Bon Scott Unplugged (2002)
- Live now (2008)

### Singles
- Grün Weiß (2002)

### DVD
- Live Wire (2009)